# Daniel Eon
Daniel Jean André Eon (Saint-Nazaire, 20 dicembre 1939 – Nantes, 15 marzo 2021) è stato un calciatore francese, di ruolo portiere.

## Carriera

### Nazionale
Ha collezionato tre presenze con la propria Nazionale.

## Palmarès

### Club

#### Competizioni nazionali
- Campionato francese: 2

Nantes: 1964-1965, 1965-1966
- Coppa di Lega francese: 1

Nantes: 1964-1965
- Supercoppa francese: 1

Nantes: 1965

## Statistiche

### Cronologia presenze e reti in Nazionale
| Cronologia completa delle presenze e delle reti in nazionale ― Francia | Cronologia completa delle presenze e delle reti in nazionale ― Francia | Cronologia completa delle presenze e delle reti in nazionale ― Francia | Cronologia completa delle presenze e delle reti in nazionale ― Francia | Cronologia completa delle presenze e delle reti in nazionale ― Francia | Cronologia completa delle presenze e delle reti in nazionale ― Francia | Cronologia completa delle presenze e delle reti in nazionale ― Francia | Cronologia completa delle presenze e delle reti in nazionale ― Francia |
| Data                                                                   | Città                                                                  | In casa                                                                | Risultato                                                              | Ospiti                                                                 | Competizione                                                           | Reti                                                                   | Note                                                                   |
| ---------------------------------------------------------------------- | ---------------------------------------------------------------------- | ---------------------------------------------------------------------- | ---------------------------------------------------------------------- | ---------------------------------------------------------------------- | ---------------------------------------------------------------------- | ---------------------------------------------------------------------- | ---------------------------------------------------------------------- |
| 5-6-1966                                                               | Mosca                                                                  | Unione Sovietica                                                       | 3 – 3                                                                  | Francia                                                                | Amichevole                                                             | -3                                                                     |                                                                        |
| 22-3-1967                                                              | Parigi                                                                 | Francia                                                                | 1 – 2                                                                  | Romania                                                                | Amichevole                                                             | -2                                                                     |                                                                        |
| 3-6-1967                                                               | Parigi                                                                 | Francia                                                                | 2 – 4                                                                  | Unione Sovietica                                                       | Amichevole                                                             | -4                                                                     |                                                                        |
| Totale                                                                 |                                                                        | Presenze                                                               | 3                                                                      |                                                                        | Reti                                                                   | -9                                                                     |                                                                        |